# Renault Express (2020)
La Renault Express, chiamato anche Renault Express Van, è un veicolo commerciale leggero prodotto dalla casa automobilistica francese Renault a partire dal 2020.

## Descrizione
Il furgone riprende il nome dell'omonimo veicolo commerciale prodotto dalla Renault dal 1985 al 1998.
Il veicolo è stato presentato nel novembre 2020 come erede della Dacia Dokker, mentre le vendite sono iniziate nel maggio 2021.
L'Express ha un design anteriore che richiama quello delle altre autovetture prodotte dell'azienda francese, con il logo della Casa francese di generose dimensioni posizionato al centro della calandra e i fari lunghi e sottili. Gli interni si caratterizzano per la prensenza di ampi vani portaoggetti con una capacità totale di 48 litri e sulla plancia è stato utilizzato uno schermo per il sistema multimediale denominato Easy Link da 8 pollici. Inoltre, il veicolo può essere dotato di un caricabatterie a induzione nascosto nel bracciolo centrale, 3 prese USB, 4 prese da 12 V, nonché una telecamera per la retromarcia e un sistema di monitoraggio dell'angolo cieco.
Il furgone è alimentato da due motorizzazioni: un benzina da 1,3 litri motore con 75 kW (102 CV) o 1.5 litri diesel da 55 kW (75 CV) o 70 kW (95 CV). Per il motore meno prestante è disponibile anche nella variante ECO-Leader, in cui la velocità massima è limitata a 100 km/h in modo da ridurre i consumi.

## Riepilogo versioni
| Versione                                    | TCE 100                        | dCi 75                        | dCi 95                        |
| ------------------------------------------- | ------------------------------ | ----------------------------- | ----------------------------- |
| Produzione                                  | da maggio 2021                 | da maggio 2021                | da maggio 2021                |
| Motore                                      |                                |                               |                               |
| Alimentazione                               | Benzina                        | Diesel                        | Diesel                        |
| Cilindrata                                  | 1333 cm³                       | 1461 cm³                      | 1461 cm³                      |
| Sovralimentazione                           | Turbocompressore               | Turbocompressore              | Turbocompressore              |
| Potenza                                     | 75 kW (102 CV) a 4500 giri/min | 55 kW (75 CV) a 3000 giri/min | 70 kW (95 CV) a 3000 giri/min |
| Coppia                                      | 200 N·m a 1500 giri/min        | 220 N·m a 1750 giri/min       | 240 N·m a 1750 giri/min       |
| Trazione                                    | Anteriore                      | Anteriore                     | Anteriore                     |
| Trasmissione                                | Cambio manuale a 6 marce       | Cambio manuale a 6 marce      | Cambio manuale a 6 marce      |
| Dati tecnici                                |                                |                               |                               |
| Velocità massima                            | 167 km/h                       | 100–148 km/h                  | 162 km/h                      |
| Accelerazione 0–100 km/h                    | 11,9 secondi                   | 16,3 secondi                  | 13 secondi                    |
| Consumo di carburante su 100 km (combinato) | 5,9 litri                      | 4,1-4,2 litri                 | 4,4 litri                     |
| Emissioni di C02                            | 134-135 g/km                   | 106-110 g/km                  | 111 g/km                      |
| Peso a vuoto                                | 1298 kg                        | 1379 kg                       | 1389 kg                       |
| Standard europeo sulle emissioni            | Euro 6d-TEMP                   | Euro 6d-TEMP                  | Euro 6d-TEMP                  |